# 上一万停留場
上一万停留場（かみいちまんていりゅうじょう）は、愛媛県松山市勝山町2丁目にある伊予鉄道の停留場である。停留所番号は16。

## 歴史
- 1913年（大正2年）
  - 松山電気軌道により、一万停留場として開業[2]。
  - 3月25日 - 伊予鉄道道後線の一万駅が開業。
- 1921年（大正10年）4月1日 - 松山電気軌道が伊予鉄道に合併され、一万停留場は同社の停留場となる[2]。
- 1926年（大正15年）5月2日 - 道後線一番町駅 - 道後駅間廃止[2]。
- 1927年（昭和2年）4月3日 - 城北線木屋町 - 当駅間開業。同時に線路の付け替えが行われ、城北線は当駅より単線分岐するようになる[2]。
- 1929年（昭和4年） - 上一万停留場に改称[2]。
- 1966年（昭和41年）以前 - 城北線の単線分岐を複線分岐に改修[2]。このとき城北線と城南線どうしの乗り換えには乗換券が発行されていた。
- 1969年（昭和44年）12月1日 - 道後温泉駅方面から城北線方面・城南線方面へと分岐していたものを、警察署前電停から道後温泉駅方面、城北線方面への分岐に変更。それまでは城南線の道後温泉方面のみ安全地帯があった。これにより、現在の1・2号線（環状線）の運行が開始。同時に城北線の駅舎は閉鎖され、当該区間は城北線から城南線の支線（後に連絡線）となった[2]。
- 1972年（昭和47年）5月26日 - 愛媛県初の横断地下道として、勝山町地下道を開設[2]。
- 1986年（昭和61年） - 国鉄との連絡運輸・チッキ（託送制度）の取り扱いを終了[2]。
- 1996年（平成8年）9月 - 道路中央へ軌道を移設[2]。

環状線開通前は、駅舎があり乗車券などが販売されていた。さらに駅舎の上にポイント切り替え用の展望室もあった。しかし、環状線開通とともに駅舎は解体され、跡地は伊予鉄直営の駐車場になった。現在はその駐車場も廃止され、跡地には高層マンションが建っている。

## 構造
相対式ホーム2面2線で、上下線とも安全地帯付。地下道、または横断歩道を通ってホームへと向かう。かつては警察署前側に渡り線があったが、2000年代に入って撤去された。ポイントの切り替えはトロコン式となっている。

### のりば
| ホーム | 路線        | 行先                     |
| ------ | ----------- | ------------------------ |
| 東側   | ■1号線 環状 | 松山市駅行き             |
| 東側   | ■3号線      | 松山市駅行き             |
| 東側   | ■5号線      | JR松山駅前行き           |
| 西側   | ■2号線 環状 | 赤十字病院前・木屋町方面 |
| 西側   | ■3号線      | 道後温泉行き             |
| 西側   | ■5号線      | 道後温泉行き             |

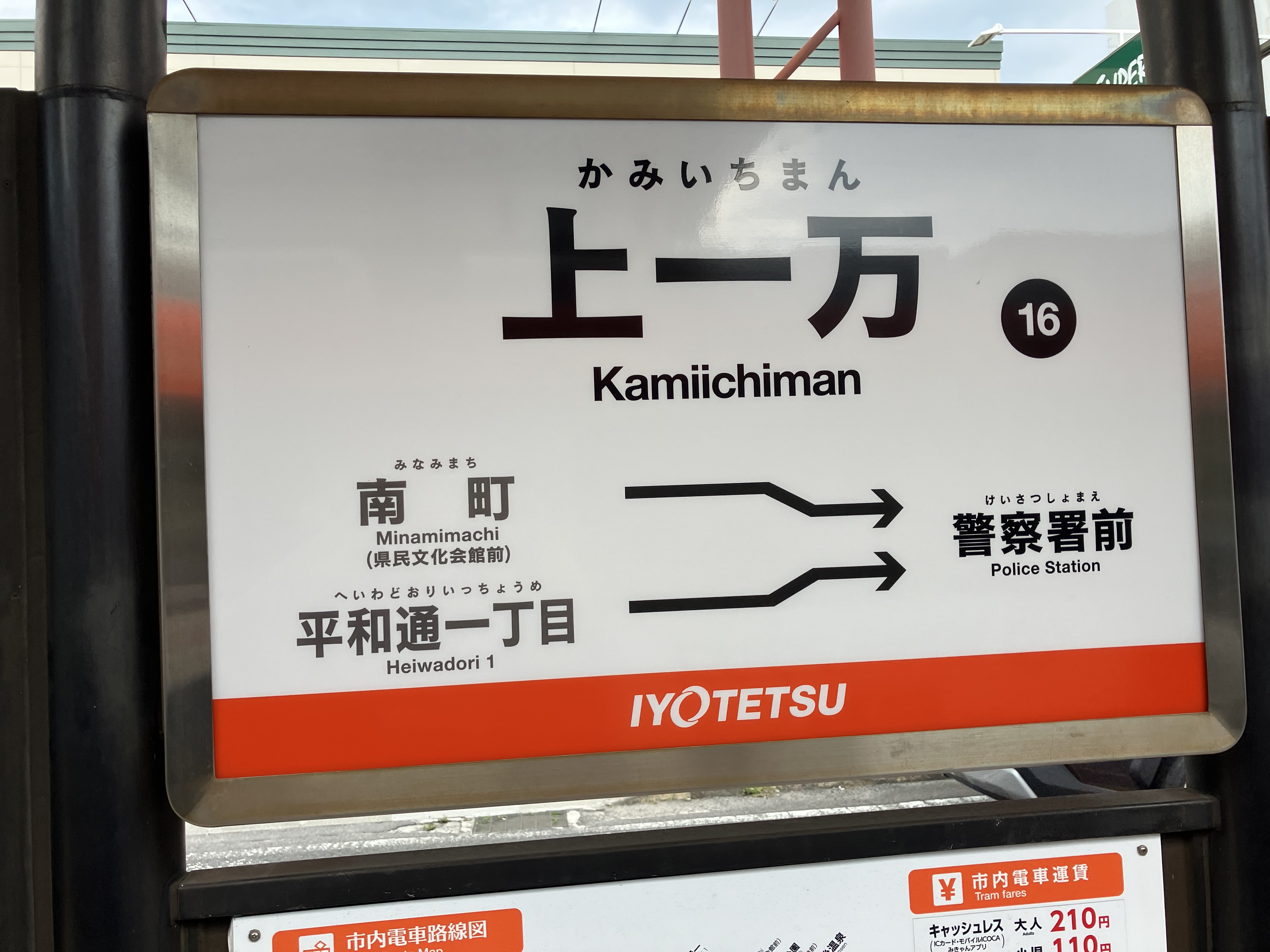
停留場名標（2025年7月）
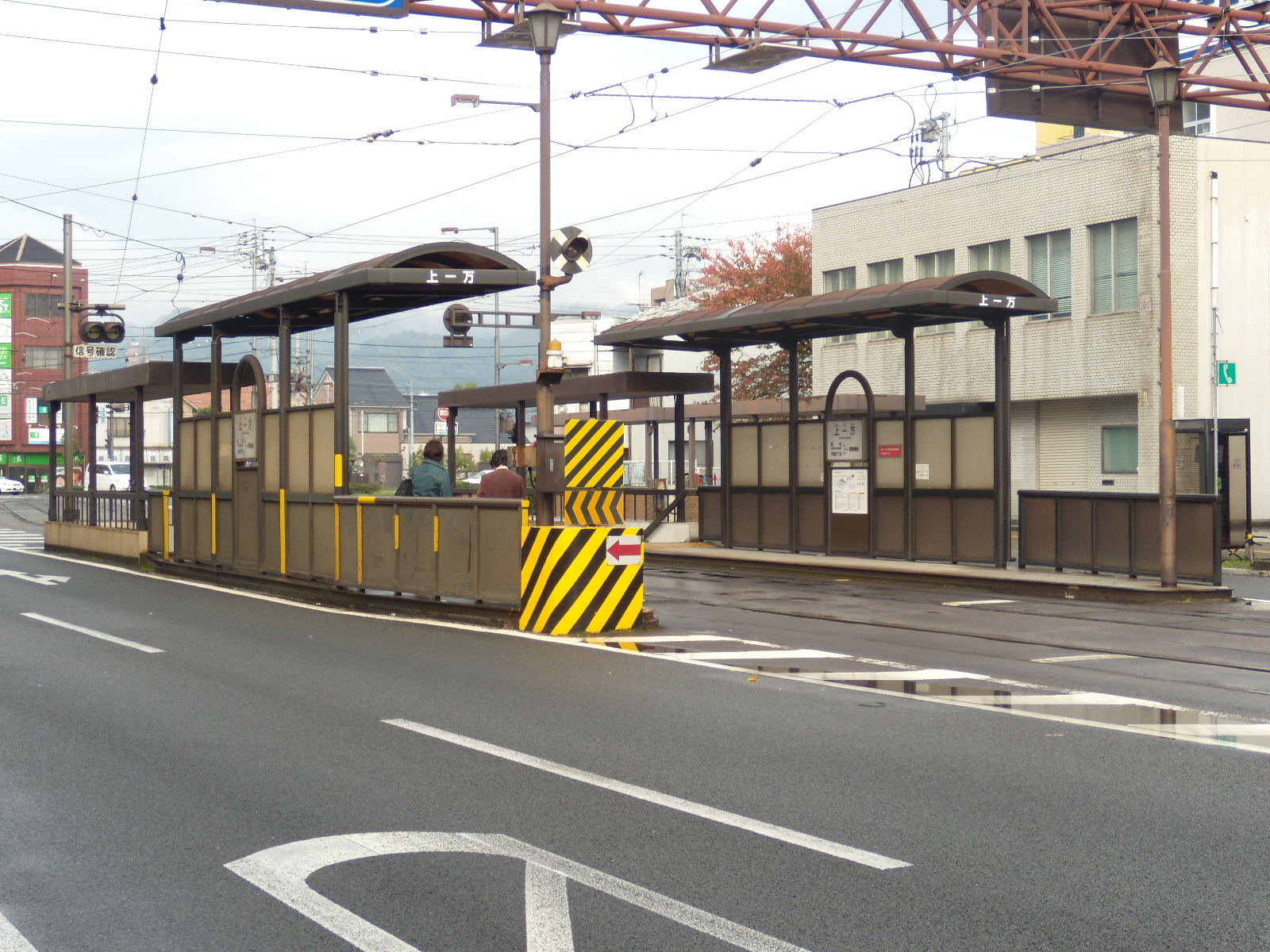
停留場遠景（ホーム延長前）
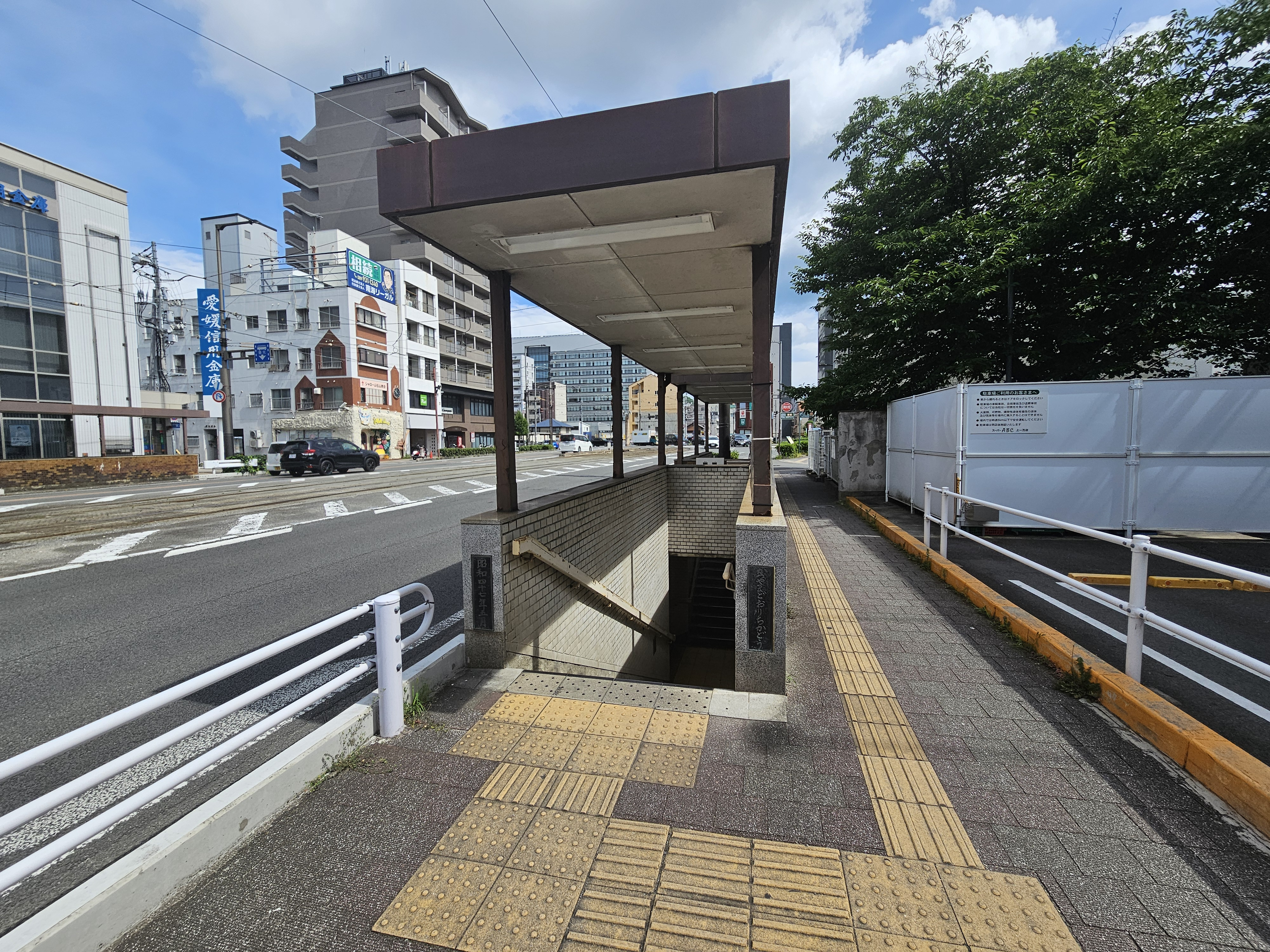
地下道入口
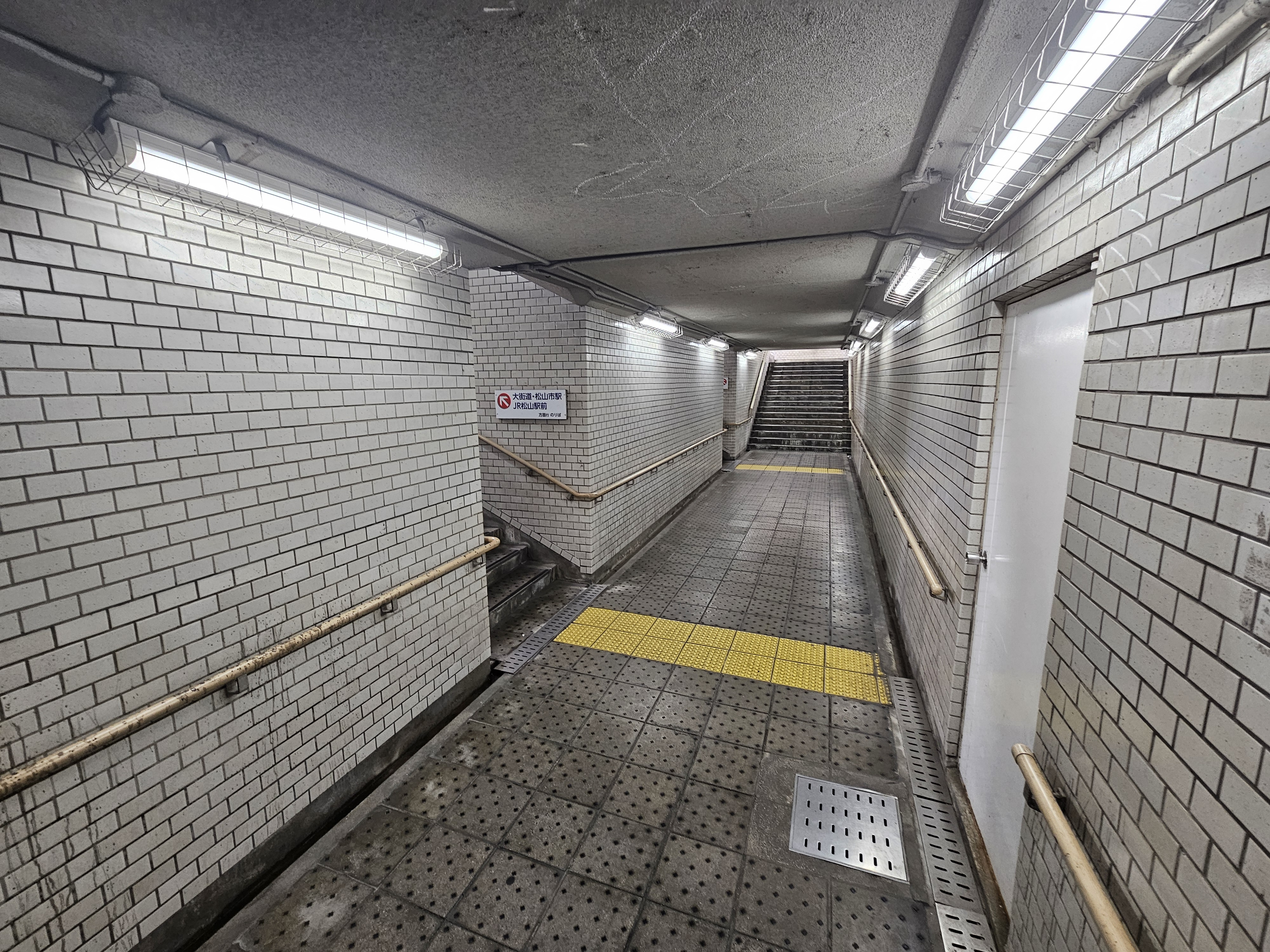
地下道内

## 周辺
- スーパーABC上一万店
- 伊予鉄不動産
- 六時屋本社

## バス路線
上一万駅前バス停から伊予鉄バスの路線が発着している。
| 路線番号 | 路線名     | 経路 | 位置     |
| （52）   | 松山空港線 | 松山空港 - 松山斎院営業所口 - JR松山駅前 - 大手町 - 松山市駅 - 市役所前 - 県庁前 - 一番町/大街道 - ロープウェイ前/喜与町 - 日赤前 - 上一万駅前 - 南町県民文化会館前 - 道後温泉駅前 - 石手寺 - 岩堰 - 湯之元 - 奥道後 - 湧ヶ淵    | 平和通り |
| （52）   | 松山空港線 | 松山空港 - 松山斎院営業所口 - JR松山駅前 - 大手町 - 松山市駅 - 市役所前 - 県庁前 - 一番町/大街道 - ロープウェイ前/喜与町 - 日赤前 - 上一万駅前 - 南町県民文化会館前 - 道後温泉駅前 - 石手寺 - 岩堰 - 湯之元 - 湯の山ニュータウン | 平和通り |
| （70）   | 伊台線     | 松山市駅 - 市役所前 - 県庁前 - 大街道 - 東署前 - 上一万駅前 - 南町県民文化会館前 - 祝谷橋 - 松山ベテル病院前 - 山田 - 道後白水台 - 道後平入口 - 瀬戸風ハイツ前 - 伊台                                                            | 県道20号 |

## 隣の停留場
伊予鉄道
環状線（■1号線・■2号線）
平和通一丁目停留場 (15) - 上一万停留場 (16) - 警察署前停留場 (17)
■3号線・■5号線
南町停留場 (22) - 上一万停留場 (16) - 警察署前停留場 (17)
市内線の路線図（電停名をクリックすると該当ページに飛びます）